# محمد عبد الستار السيد
محمد عبد الستار السيد (مواليد 1958 في طرطوس). سياسي سوري شغل منصب وزير الأوقاف من 8 ديسمبر 2007 إلى 10 ديسمبر 2024، بعد يومين من سقوط نظام الأسد.

## النشأة والتعليم
ولد عبد الستار في عائلة مسلمة سنية في مدينة طرطوس في عام 1958. حصل على شهادة في الاقتصاد والتجارة عام 1980 والدكتوراه في الدراسات الإسلامية في عام 2000 من جامعة دمشق في كراتشي بباكستان.

## المسيرة المهنية
من 1985 حتى 2002 كان مدير الأوقاف والمفتي في محافظة طرطوس. عين بعد ذلك مساعد وزير الأوقاف للشؤون الدينية في عام 2002. في عام 2007 أصبح وزير الأوقاف للشؤون الدينية في سوريا.
في يوليو 2016 أعلن بشار الأسد تشكيل الحكومة السورية الجديدة في المرسوم رقم 203 من 2016. احتفظ الدكتور محمد عبد الستار السيد بمنصبه.
كوزير شارك في عدة مؤتمرات وألقى محاضرات. في مسجد كيوان خلال مؤتمر الإعلام الدولي لعام 2015 ضد الإرهاب تحدث عبد الستار عن الشهداء الذين دافعوا عن إيمانهم في سوريا في الحرب ضد الإرهاب التكفيري.
أدرج عبد الستار في قائمة وزارة الخزانة الأمريكية لمراقبة الأصول الأجنبية منذ عام 2012. هذا يعني أن أصولهم محظورة ولا يسمح لمواطني الولايات المتحدة بالتعامل معهم. أدرج أيضا في القائمة الموحدة لأهداف الجزاءات المالية في المملكة المتحدة في آخر تحديث في 2 يونيو 2016. كما أن لدى الاتحاد الأوروبي «تدابير تقييدية ضد سوريا» وأضيف الدكتور محمد عبد الستار السيد إلى قائمة الأشخاص في 16 أكتوبر 2012 حيث «يتقاسم المسؤولية عن القمع العنيف للنظام ضد السكان المدنيين».

## التواصل مع جماعات دينية أخرى في سوريا
عمل عبد الستار مع المسيحيين للحفاظ على خطوط الاتصالات مفتوحة وتشجيع الدعم المسيحي للحكومة وأهدافها. في مارس 2013 في منتدى الدعاة والإيمان في المناطق الوسطى والساحلية الذي عقد في طرطوس تحدث الوزير عن المسيحيين والمسلمين الذين يعملون معا لنشر التسامح والصداقة. في يونيو 2014 زار مع وفد من علماء المسلمين بطريرك أنطاكية البطريرك مور إغناتيوس أفريم الثاني من الكنيسة الأرثوذكسية السورية. أعرب كلاهما عن رأي مفاده أنه يجب على المسلمين والمسيحيين التعاون والعمل معا من أجل السلام.

## الحياة الشخصية
عبد الستار متزوج ولديه ثلاثة أولاد.

## الروابط الخارجية
- وزارة الأوقاف الموقع الرسمي الحكومي